# Pseudoscrancia africana
Pseudoscrancia africana är en fjärilsart som beskrevs av Holland 1893. Pseudoscrancia africana ingår i släktet Pseudoscrancia och familjen tandspinnare. Inga underarter finns listade.